# Muzeum Sił Powietrznych Sri Lanki
Muzeum Sił Powietrznych Sri Lanki (Sri Lanka Air Force Museum) – muzeum sił powietrznych Sri Lanki położone na terenie bazy lotniczej Ratmalana.

## Historia

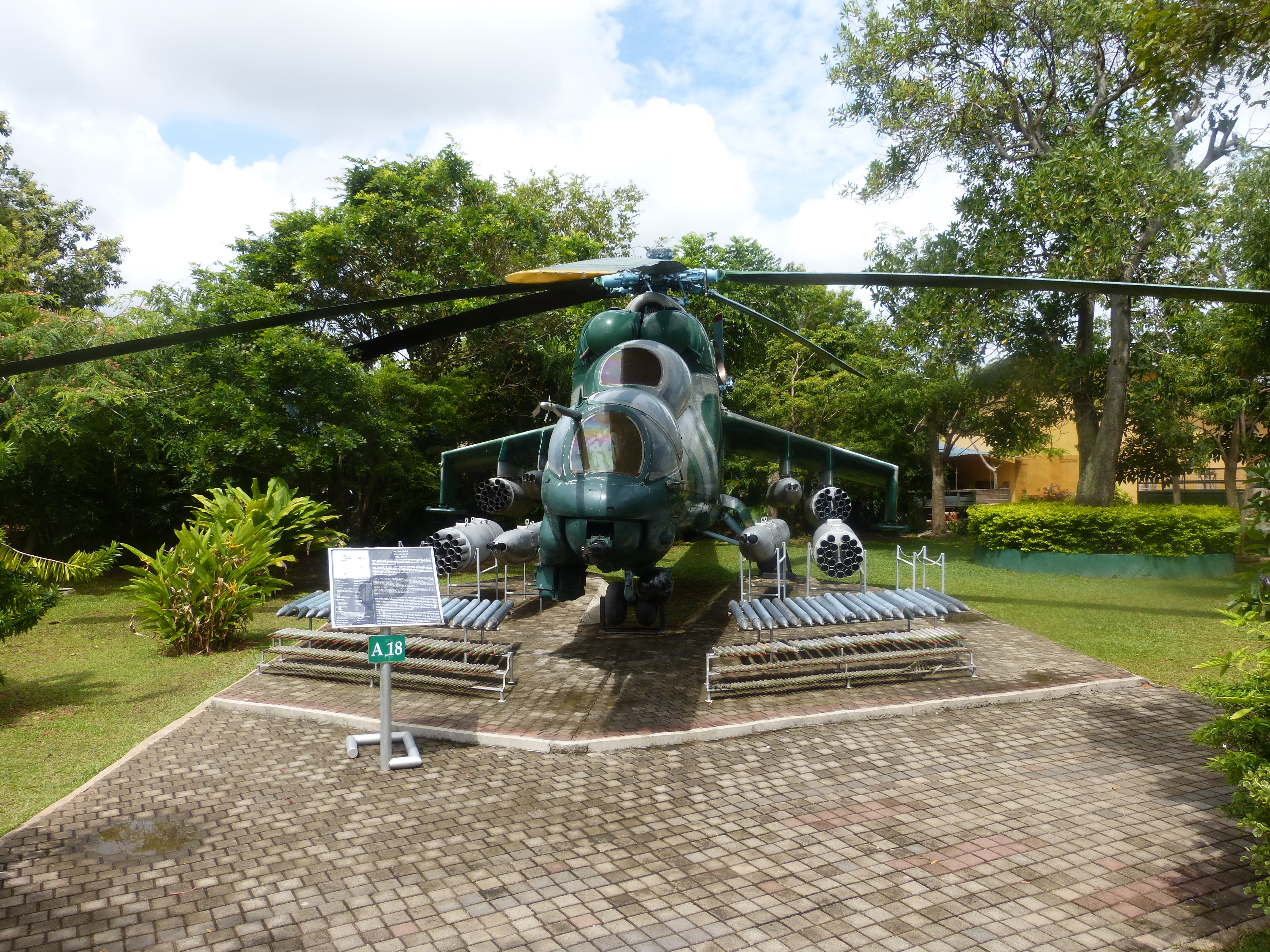
Mi-24 prezentowany w muzeum

Muzeum zostało założone w 1993 roku na bazie Jednostki Przechowywania Statków Powietrznych (Aircraft Preservation and Storage Unit). Wystawa sprzętu lotniczego w ramach jednostki działała nieprzerwanie do 2008 roku kiedy to zamknięto ją na okres renowacji. Ponownie otwarte 5 listopada 2009 roku już jako Sri Lanka Air Force Museum. Muzeum prezentuje typy samolotów i śmigłowców używane przez Siły Powietrzne Sri Lanki. Wiele z nich utrzymywanych jest w stanie lotnym. Na terenie obiektu znajdują się cztery hangary oraz ekspozycja zewnętrzna. Prezentowane są samoloty i śmigłowce używane od początku istnienia sił powietrznych. Wśród eksponatów można zobaczyć szkolne maszyny de Havilland Tiger Moth i de Havilland Canada DHC-1 Chipmunk. Poza samolotami pokazywane są również pojazdy wojskowe będące na wyposażeniu sił powietrznych, umundurowanie, zdjęcia i broń. W kadłubie samolotu Lockheed C-130 Hercules urządzone jest kino, w którym wyświetlane są filmy prezentujące historie i teraźniejszość lotnictwa wojskowego na Sri Lance oraz pozorowany lot transportowcem. Do ciekawszych eksponatów można zaliczyć sprzęt zdobyty w walkach z Tamilskimi Tygrysami. Wśród nich są ich pojazdy, broń jak również samolot Zlin 143 przystosowany do prowadzenia działań bojowych.